# Ludwig von Canal
Luigi Gerolamo Malabaila hrabia di Canale (ur. 1704, zm. 1773)
był sardyńskim ministrem i dyplomatą na dworze wiedeńskim w latach 1737-1773. 
Pochodził ze starego włoskiego rodu arystokratycznego, którego praojczyzną była najprawdopodobniej Wenecja. Od 1640 rodzina miała tytuł rycerza (Ritter) Rzeszy Niemieckiej. Sam Canale został 5 maja 1769 roku w Wiedniu podniesiony do godności hrabiego, jako Ludwig von Canal i zaliczony tym samym w poczet arystokracji czeskiej.
Canal poślubił hrabiankę Marię Pálffy (zm. 1781). Ich synem był  Emmanuel Malabaya von Canal (1745-1826), czeski botanik i filantrop, mieszkający w Pradze.
Gdy Andrzej Poniatowski został w 1765 nieformalnym polskim reprezentantem dyplomatycznym w Wiedniu, często korzystał z rady i pomocy Canala, który był bardzo życzliwy wobec Polski. Przez wiele lat prowadził także korespondencję z królem Stanisławem Augustem Poniatowskim. 